# Segunda Categoría de Santo Domingo de los Tsáchilas 2020
El Campeonato Provincial de Segunda Categoría de Santo Domingo de los Tsáchilas 2020 fue un torneo de fútbol en Ecuador en el cual compitieron equipos de la Provincia de Santo Domingo de los Tsáchilas. El torneo fue organizado por la Asociación de Fútbol No Amateur de Santo Domingo de los Tsáchilas (AFNATSA) y avalado por la Federación Ecuatoriana de Fútbol. El torneo empezó el 22 de agosto de 2020 y finalizó el 9 de octubre de 2020. Participaron 6 clubes de fútbol y entregó dos cupos a los play-offs de Segunda Categoría 2020 por el ascenso a la Serie B, además el campeón provincial clasificó a la primera fase de la Copa Ecuador 2021. Por efectos de la pandemia de coronavirus en Ecuador el número de equipos participantes se redujo al igual que las fechas de disputa del torneo se modificaron.

## Sistema de campeonato
El sistema determinado por la Asociación de Fútbol No Amateur de Santo Domingo de los Tsáchilas fue el siguiente:
- Se jugó una etapa única con los 6 equipos establecidos, todos contra todos ida y vuelta (10 fechas), al final los equipos que terminaron en primer y segundo lugar clasificaron a los dieciseisavos de final de Segunda Categoría Nacional 2020 como campeón y vicecampeón provincial respectivamente.[1]

## Equipos participantes
| Equipos participantes             | Equipos participantes | Equipos participantes            |
| --------------------------------- | --------------------- | -------------------------------- |
|                                   |                       |                                  |
| Equipo                            | Ciudad                | Estadio                          |
| Club Cultural y Deportivo Águilas | Santo Domingo         | Estadio Etho Vega                |
| Scorpion Fútbol Club              | Santo Domingo         | Estadio Obando y Pacheco         |
| La Concordia Sporting Club        | La Concordia          | Estadio Jorge Chiriboga Guerrero |
| Club Deportivo Talleres           | Santo Domingo         | Estadio Obando y Pacheco         |
| Club Deportivo Santo Domingo      | Santo Domingo         | Estadio Obando y Pacheco         |
| Club Sport 3 de Julio             | Santo Domingo         | Estadio Obando y Pacheco         |

## Equipos por cantón
| Cantón                                                                          | N.º | Equipos                                                                      |
| ------------------------------------------------------------------------------- | --- | ---------------------------------------------------------------------------- |
| [[Archivo:\|20x20px\|border\|Bandera de Santo Domingo (Ecuador)]] Santo Domingo | 5   | - Águilas - Talleres - Scorpion F. C. - Deportivo Santo Domingo - 3 de Julio |
| La Concordia                                                                    | 1   | - La Concordia S. C.                                                         |

## Clasificación
| Pos. | Equipo                  | Pts. | PJ | G | E | P | GF | GC | Dif. |  |
| ---- | ----------------------- | ---- | -- | - | - | - | -- | -- | ---- |  |
| 1    | 3 de Julio              | 21   | 9  | 6 | 3 | 0 | 14 | 4  | +10  |  |
| 2    | Águilas                 | 20   | 10 | 6 | 2 | 2 | 16 | 13 | +3   |  |
| 3    | La Concordia S. C.      | 17   | 10 | 5 | 2 | 3 | 26 | 16 | +10  |  |
| 4    | Talleres                | 10   | 9  | 3 | 1 | 5 | 16 | 21 | −5   |  |
| 5    | Scorpion F. C.          | 7    | 9  | 1 | 4 | 4 | 8  | 11 | −3   |  |
| 6    | Deportivo Santo Domingo | 3    | 9  | 1 | 0 | 8 | 6  | 21 | −15  |  |

 Fuente: Aso Santo Domingo, Vivo Deportes
Criterios de clasificación: 1) Puntos; 2) Diferencia de goles; 3) Goles marcados; 4) Goles de visitante
|  | Campeón y clasificado a los zonales de Segunda Categoría 2020.     |
|  | Vicecampeón y clasificado a los zonales de Segunda Categoría 2020. |

## Evolución de la clasificación
| Equipo / Jornada                                                                          | 01 | 02 | 03 | 04 | 05 | 06 | 07 | 08 | 09 | 10 |
| ----------------------------------------------------------------------------------------- | -- | -- | -- | -- | -- | -- | -- | -- | -- | -- |
| [[Archivo:\|20x20px\|border\|Bandera de Santo Domingo (Ecuador)]] 3 de Julio              | 2  | 1  | 1  | 1  | 1  | 1  | 1  | 1  | 1  | 1  |
| [[Archivo:\|20x20px\|border\|Bandera de Santo Domingo (Ecuador)]] Águilas                 | 3  | 6  | 3  | 3  | 2  | 2  | 3  | 2  | 3  | 2  |
| La Concordia S. C.                                                                        | 6  | 2  | 2  | 2  | 3  | 3  | 2  | 3  | 2  | 3  |
| [[Archivo:\|20x20px\|border\|Bandera de Santo Domingo (Ecuador)]] Talleres                | 1  | 4  | 5  | 5  | 4  | 4  | 4  | 4  | 4  | 4  |
| [[Archivo:\|20x20px\|border\|Bandera de Santo Domingo (Ecuador)]] Scorpion F. C.          | 4  | 5  | 6  | 6  | 6  | 6  | 5  | 5  | 5  | 5  |
| [[Archivo:\|20x20px\|border\|Bandera de Santo Domingo (Ecuador)]] Deportivo Santo Domingo | 5  | 3  | 4  | 4  | 5  | 5  | 6  | 6  | 6  | 6  |

## Resultados

### Primera vuelta
| Scorpion FC | 1 - 1 | Águilas                 | Obando y Pacheco | 22 de agosto | 09:30 |
| Talleres    | 2 - 1 | Deportivo Santo Domingo | Obando y Pacheco | 22 de agosto | 12:30 |
| 3 de Julio  | 1 - 0 | La Concordia SC         | Obando y Pacheco | 22 de agosto | 15:30 |

| Deportivo Santo Domingo | 2 - 1 | Scorpion FC | Obando y Pacheco         | 29 de agosto | 10:30 |
| Águilas                 | 0 - 4 | 3 de Julio  | Obando y Pacheco         | 29 de agosto | 13:30 |
| La Concordia SC         | 7 - 4 | Talleres    | Jorge Chiriboga Guerrero | 30 de agosto | 12:00 |

| Talleres                | 1 - 2 | 3 de Julio      | Obando y Pacheco | 2 de septiembre | 09:30 |
| Scorpion FC             | 1 - 2 | La Concordia SC | Obando y Pacheco | 2 de septiembre | 12:30 |
| Deportivo Santo Domingo | 0 - 1 | Águilas         | Obando y Pacheco | 2 de septiembre | 15:30 |

| 3 de Julio      | 0 - 0 | Scorpion FC             | Obando y Pacheco         | 5 de septiembre | 11:30 |
| Águilas         | 2 - 0 | Talleres                | Obando y Pacheco         | 5 de septiembre | 14:30 |
| La Concordia SC | 4 - 1 | Deportivo Santo Domingo | Jorge Chiriboga Guerrero | 6 de septiembre | 12:00 |

| Águilas                 | 2 - 1 | La Concordia SC | Obando y Pacheco | 12 de septiembre | 09:30 |
| Scorpion FC             | 0 - 2 | Talleres        | Obando y Pacheco | 12 de septiembre | 12:30 |
| Deportivo Santo Domingo | 0 - 1 | 3 de Julio      | Obando y Pacheco | 12 de septiembre | 15:30 |

### Segunda vuelta
| Águilas                 | 2 - 0 | Scorpion FC | Obando y Pacheco         | 19 de septiembre | 11:30 |
| Deportivo Santo Domingo | 1 - 2 | Talleres    | Obando y Pacheco         | 19 de septiembre | 14:30 |
| La Concordia SC         | 1 - 1 | 3 de Julio  | Jorge Chiriboga Guerrero | 20 de septiembre | 12:00 |

| Talleres    | 2 - 4 | La Concordia SC         | Obando y Pacheco | 26 de septiembre | 09:30 |
| 3 de Julio  | 3 - 1 | Águilas                 | Obando y Pacheco | 26 de septiembre | 12:30 |
| Scorpion FC | 3 - 0 | Deportivo Santo Domingo | Obando y Pacheco | 26 de septiembre | 15:30 |

| 3 de Julio      | 2 - 1 | Talleres                | Obando y Pacheco         | 30 de septiembre | 11:30 |
| La Concordia SC | 2 - 2 | Scorpion FC             | Jorge Chiriboga Guerrero | 30 de septiembre | 12:00 |
| Águilas         | 3 - 1 | Deportivo Santo Domingo | Obando y Pacheco         | 30 de septiembre | 14:30 |

| Deportivo Santo Domingo | 0 - 4 | La Concordia SC | Obando y Pacheco | 3 de octubre | 09:30 |
| Talleres                | 2 - 2 | Águilas         | Obando y Pacheco | 3 de octubre | 12:30 |
| Scorpion FC             | 0 - 0 | 3 de Julio      | Obando y Pacheco | 3 de octubre | 15:30 |

| La Concordia SC | 1 - 2 | Águilas                 | Jorge Chiriboga Guerrero | 9 de octubre   | 14:00          |
| Talleres        | -     | Scorpion FC             | No se programó           | No se programó | No se programó |
| 3 de Julio      | -     | Deportivo Santo Domingo | No se programó           | No se programó | No se programó |

### Tabla de resultados cruzados
| Local \ Visitante       | AGU | CON | DST | JUL | SCO | TAL |
| ----------------------- | --- | --- | --- | --- | --- | --- |
| Águilas                 | —   | 2–1 | 3–1 | 0–4 | 2–0 | 2–0 |
| La Concordia S. C.      | 1–2 | —   | 4–1 | 1–1 | 2–2 | 7–4 |
| Deportivo Santo Domingo | 0–1 | 0–4 | —   | 0–1 | 2–1 | 1–2 |
| 3 de Julio              | 3–1 | 1–0 | —   | —   | 0–0 | 2–1 |
| Scorpion F. C.          | 1–1 | 1–2 | 3–0 | 0–0 | —   | 0–2 |
| Talleres                | 2–2 | 2–4 | 2–1 | 1–2 | —   | —   |

### Campeón
| [[Archivo:\|80px\|border\|Bandera de Santo Domingo (Ecuador)]]                                                                           |
| Club Sport 3 de Julio 2.° título Clasifica a los zonales de la Segunda Categoría 2020 - También clasifica Club Águilas como vicecampeón. |